# Manfred M. Mayer
Manfred Martin Mayer (* 15. Juni 1916 in Frankfurt am Main; † 18. September 1984 in Baltimore) war ein deutsch-amerikanischer Mikrobiologe und Immunologe. Er gilt als Begründer der Komplement-Forschung.

## Leben und Wirken
Manfred M. Mayer besuchte in Deutschland Grundschule und weiterführende Schule. Mayers Familie musste im Dezember 1933 nach der „Machtergreifung“ der Nationalsozialisten in die Vereinigten Staaten emigrieren. Manfred M. Mayer erwarb 1938 am City College of New York einen Bachelor und 1946 bei Michael Heidelberger an der Columbia University einen Ph.D. mit einer Arbeit zu den chemischen und immunologischen Eigenschaften phosphorylierten Albumins. Mit Heidelberger veröffentlichte er mehrere Arbeiten zu Präzipitin-Reaktionen und zur Kreuzreaktivität verschiedener Polysaccharide in der Hülle von Streptococcus pneumoniae. 1943 heiratete Mayer Elinor; das Paar hatte vier Söhne. Gemeinsam mit Elvin A. Kabat veröffentlichte Mayer das Lehrbuch Experimental Immunochemistry, das zwischen 1948 und 1984 zwei Auflagen und sieben Nachdrucke erlebte.
1946 wurde Mayer Assistant Professor in der Abteilung für Bakteriologie an der Johns Hopkins University School of Medicine, 1948 wurde er Associate Professor, 1957 geschäftsführender Leiter. 1960 erhielt er eine ordentliche Professur. An der Johns-Hopkins-Universität klärte er die Abfolge von 18 Enzymreaktionen des Komplementsystems auf, definierte Calcium und Magnesium als Kofaktoren des Komplementsystems und beschrieb die lytische Funktionsweise des Systems, das in die Zellwand der Zielzelle eine Pore einfügt. Weitere Arbeiten Mayers befassten sich mit Malaria, mit der Reinigung des Poliovirus, mit Lymphotoxin oder dem Treponema-pallidum-Immobilisationstest, der als Zweittest weniger falsch positive Ergebnisse zeigte, als die alleinige Verwendung des Hämagglutinintests (TPHA).
Zu Mayers Schülern gehörte Ishizaka Teruko.

## Auszeichnungen (Auswahl)
- 1969 Ehrendoktorat der Johannes Gutenberg-Universität Mainz
- 1974 Karl Landsteiner Memorial Award[1]
- 1976/1977 Harvey Lecture
- 1979 Mitglied der National Academy of Sciences[2]
- 1982 Gairdner Foundation International Award[3]